# Amphipoea rufa
Amphipoea rufa är en fjärilsart som beskrevs av Heydemann 1931. Amphipoea rufa ingår i släktet Amphipoea och familjen nattflyn. Inga underarter finns listade i Catalogue of Life.